# Mats Bäcker
Mats Helge Bäcker,  född den 22 april 1958 i Hagfors, är en svensk fotograf.
Bäcker bor och är verksam i Stockholm. Han började sin bana med att fotografera rockmusik i slutet av 1970-talet, då han gjorde numera klassiska bilder på bland andra Iggy Pop, David Bowie och Mick Jagger med flera. 1980 till 1983 var han fotograf och bildredaktör på rocktidningen Schlager. I mitten av 1980-talet gjorde Bäcker ett par års uppehåll för att vidareutbilda sig på Konstfack. Därefter började han fotografera på Dramaten och i mitten av 1990-talet blev han Kungliga Operans fotograf. I mitten 2004 slutade Bäcker sin anställning och är numera en av Skandinaviens mest anlitade fotografer inom scenkonstområdet förutom sina egna projekt och utställningsverksamhet.
2004 hade Bäcker sin första större separatutställning "Raw power and endless stills" på Dansmuseet i Stockholm. Där visades dans- och operabilder förutom rockbilder från 1970- och 1980-talen tillsammans med experiment kring 4D-fotografi.
2012 visades han nya utställning "Raw Power" på Fotografiska i Stockholm, Malmö Museer, Eugene & Williams i Göteborg, 6 Madel i Paris, Gallerie Fabien Barbara i Paris, Värmlands Museum i Karlstad och på Mondo Galeria i Madrid. På utställningarna i Paris visade Mats Bäcker projekten Fairytales och Walking on the moon.
Under 2019 återupptog Bäcker sin utställningsverksamhet med utställningar med sitt projekt "Fairytales och andra Sagor" på Lars Lerins Sandgrund i Karlstad, Bungenäs Kalklada på Gotland, Art Photo Collection och på Galleri Jan Wallmark i Stockholm. Dessutom visades samma år "Mats Bäckers Classics" med porträtt på personer aktiva inom den klassiska musiken från de senaste 20 åren, på Stockholms Konserthus som även visas på Malmö Live hösten 2020.
Han är gift med Maria Lantz.